# Пейтон-Плейс (телесериал)
«Пейтон-Плейс» (англ. Peyton Place) — длительная американская прайм-тайм мыльная опера, которая транслировалась на телеканале ABC с 15 сентября 1964 по 2 июня 1969 года.
«Пейтон-Плейс» был основан на одноименном романе Грейс Металиус 1956 года и в центре истории находились жители города. Сериал вошел в историю став первой мыльной оперой, транслировавшейся в прайм-тайм. Проект был выпущен в эфир как своеобразный американский ответ британской мыльной опере «Улица коронации», начавшейся несколькими годами ранее и по настоящее время находящуюся в эфире.
Сериал стал одной из наиболее рейтинговых программ шестидесятых и первым по настоящему успешным проектом тогда ещё молодого канала ABC. Несмотря на низкий бюджет в размере всего шестидесяти тысяч долларов за один эпизод, шоу мгновенно набрало популярность не только в США, но и в других странах. Это привело канал к увеличению количества эпизодов в неделю с двух до трех уже летом 1965 года и сериал стал первым и единственным в истории прайм-тайма, который транслировался непрерывно без повторов и перерывов между сезонами.
За пятилетнюю историю трансляции в сериале было более двух сотен основных героев. Сериал послужил трамплином для карьеры таких актёров и актрис как Миа Фэрроу, Райан О’Нил, Ли Тейлор-Янг, Лана Вуд, Барбара Паркинс и Мариетта Хартли, а также из-за популярности привлекал таких звезд того времени как Дороти Мэлоун, Лесли Нильсен, Джина Роулендс, Руби Ди и Ли Грант, которая выиграла премию «Эмми» за лучшую женскую роль второго плана в драматическом телесериале за игру главного антагониста шоу.